# II atak UPA na Birczę
II atak UPA na Birczę – atak na miasteczko Bircza, dokonany przez oddziały Ukraińskiej Powstańczej Armii (sotnie „Burłaki” i „Bartla”) 29 listopada 1945 roku.

## Atak
Drugi atak na Birczę UPA rozpoczęła 29 listopada o godz. 22:00, w jasną, księżycową noc, przy wsparciu ognia moździerzowego. Wielkości sił ukraińskich nie udało się ustalić. Garnizon birczański tworzył wówczas batalion zbiorczy 17 DP, podporządkowany operacyjnie dowódcy 9 DP. Ponadto w Birczy znajdowała się kompania MO oraz kompania KBW.
Birczę ostrzelano ogniem moździerzy i broni maszynowej. Po pięciogodzinnej walce, około godziny 3:00, upowcy wycofali się. Atak był pozorowany; w rzeczywistości UPA chodziło o spalenie wsi w okolicach Birczy: Starej Birczy, Rudawki, Boguszówki, Korzeńca, Łomnej i Huty Brzuski, które to zadanie zostało wykonane. 
W czasie walki zaobserwowano po stronie polskiej zaniedbania w zakresie ubezpieczenia, dowodzenia, wyszkolenia oraz taktyki. Batalion zbiorczy 17 DP nie przedstawiał wysokiej wartości bojowej, przede wszystkim z powodu słabego wyszkolenia bojowego. 
Aby uniemożliwić odsiecz z Przemyśla, drogę zablokowano ściętymi słupami telefonicznymi i drzewami. Powiadomiony drogą radiową o ataku dowódca 9 DP wysłał natychmiast z Przemyśla na pomoc pododdział alarmowy w sile jednej kompanii piechoty (około 100 żołnierzy) na 4 samochodach ciężarowych, jednak wskutek zablokowania drogi oddział nie dojechał na miejsce.

## Straty
W czasie ataku 6 polskich żołnierzy zostało rozbrojonych i uprowadzonych przez upowców, ale zostali uwolnieni i powrócili do garnizonu. Straty własne podczas napadu wyniosły: 3 zabitych żołnierzy, w tym 2 oficerów. Strat ukraińskich nie udało się ustalić, według Ginalskiego i Wysokińskiego było to 8 zabitych, meldunki UPA mówią o kilku rannych, z których jeden zmarł.

## Literatura
- Edmund Ginalski, Eugeniusz Wysokiński, Dziewiąta Drezdeńska, Warszawa: Wydaw. Min. Obrony Narodowej, 1984, ISBN 83-11-06953-0, OCLC 830240425. Brak numerów stron w książce
- Grzegorz Motyka, Tak było w Bieszczadach. Walki polsko-ukraińskie 1943-1948, Warszawa: Wydaw. Min. Obrony Narodowej, 1999, ISBN 83-7233-065-4. Brak numerów stron w książce